# カマリナ略奪
カマリナ略奪は紀元前405年夏に、シケリア（シチリア）のカマリナ（現在のラグーザ県ヴィットーリアのスコグリッティ地区）で行なわれた略奪である。シュラクサイを追放された将軍ヘルモクラテスは、紀元前408年からシケリア西部のセリヌス（現在のマリネラ・ディ・セリヌンテ）を臨時に修復して根拠地とし（紀元前409年にカルタゴ軍に破壊されていた）、カルタゴ領に対する略奪を行っていた。それに対する報復として、カルタゴはマゴ王朝の一員であるハンニバル・マゴとヒミルコが率いるカルタゴ軍をシケリアに派遣し、シュラクサイを盟主とするシケリアのギリシア連合軍と対峙した。紀元前406年には、アクラガス（現在のアグリジェント）が8か月の包囲戦の末に陥落した（アクラガス包囲戦）。総司令官ハンニバル・マゴは包囲戦の最中にペストで死亡したが、カルタゴ軍はアクラガスで冬営を行い、翌紀元前405年春にはアクラガスを破壊してゲラ（現在のジェーラ）に向かいこれを包囲した。シュラクサイではディオニュシオスを最高司令官とした救援軍を派遣し、一旦は包囲を解くことに成功したものの、近郊で行われた野戦で敗北した（ゲラの戦い）。シケリア・ギリシア連合軍の損害は軽微であったが、ディオニュシオスはゲラを放棄して撤退し、ゲラもカルタゴ軍に占領・略奪された。ギリシア連合軍はゲラの難民と共にカマリナに移動した。ディオニュシオスは防衛のためにカマリナ市民に都市から離れるように命じた。さらにシュラクサイへの撤退途中に、シュラクサイ軍の一部が反乱し、シュラクサイを占領しようとしたが、ディオニュシオスはこれを退けた。カルタゴ軍はカマリナを略奪し、夏にはシュラクサイの前面に野営地を設営した。その後、和平交渉が行われ、カルタゴはセリヌス、アクラガス、ゲラおよびカマリナの再建を認める代わりに、これらの都市に税を課した。またカルタゴはディオニュシオスがシュラクサイの支配者であると認めた。カルタゴのシケリアにおける勢力は頂点に達した。

## 背景
紀元前480年の第一次ヒメラの戦いでの敗北後、カルタゴは70年間シケリアに介入しなかった。その間にシケリア先住民であるエリミ人、シカニ人、シケル人の間にはギリシア文化が広がっていった。シケリアに対するカルタゴの不介入政策は、紀元前411年にエリミ人とイオニア人の都市であるセゲスタ（現在のカラタフィーミ＝セジェスタ）がドーリア人都市であるセリヌス（現在のマリネッラ・ディ・セリヌンテのセリヌンテ遺跡）に敗北し、カルタゴの従属国家となることを求めて来たことによって変化した。カルタゴはセリヌスとセゲスタの講和を仲介したが、これが失敗するとハンニバル・マゴを司令官として紀元前410年に遠征軍を派遣した。翌年にはさらに大規模な軍を派遣し、セリヌスを攻略・破壊し（セリヌス包囲戦）、さらにはヒメラ（現在のテルミニ・イメレーゼの東12キロメートル）も破壊した（第二次ヒメラの戦い）。この時点で、シケリアの有力都市であるシュラクサイとアクラガスはカルタゴに積極的な抵抗はせず、シケリア西部のカルタゴ領に守備兵を残してカルタゴ本国に引き上げた。その後3年間は平穏であったが、カルタゴと敵対するギリシア殖民都市の間に講和条約は締結されていなかった。

### 紀元前406年カルタゴ軍のシケリア再遠征
シュラクサイから追放されていた将軍ヘルモクラテスは、カルタゴ領であるモティア（現在のマルサーラのサン・パンタレオ島）やパノルムス（現在のパレルモ）近郊で襲撃を行ったが、これに対する報復としてカルタゴはハンニバル・マゴが率いる軍を再びシケリアに派遣した。シケリアの主力ギリシア殖民都市であるシュラクサイおよびアクラガスは、傭兵を雇用しまた艦隊を増強して予想される戦争に備えた。シュラクサイはギリシア本土のペロポネソス戦争に参加しており、近隣都市との紛争も抱えていたが、カルタゴ軍がシケリアに上陸すると、シュラクセイ政府はギリシア本土とマグナ・グラエキアのギリシア殖民都市に援助を求めた。

### アクラガス陥落
ハンニバル・マゴは紀元前406年の夏にアクラガスを包囲したが、アクラガスは最初の攻撃を撃退することに成功した。その後攻城用の傾斜路を建設中に、カルタゴ軍にペストが蔓延し、ハンニバル・マゴを含め数千人の兵士が死亡した。さらに、副官でありハンニバル・マゴの親族であるヒミルコが率いたカルタゴ軍の一部は、ダフナエウスが率いるギリシア救援軍に敗北した。敗走するカルタゴ軍に対する追撃は行われず、カルタゴ軍はアクラガス西部の野営地に留まった。これを不満としたアクラガス市民は、将軍4人を石打刑で処刑した。その後、ギリシア軍はカルタゴ軍の補給を断ち、カルタゴ軍内部では反乱発生寸前となった。しかし、シュラクサイからの補給船団をカルタゴ艦隊が攻撃・鹵獲し、ヒミルコは窮地を脱した。逆にアクラガスは補給不足で飢えに苦しみ、結局アクラガスは放棄された。ヒミルコはこれを略奪した。包囲戦の期間は8か月にも及んだ。アクラガスで冬営を行った後、ヒミルコはゲラへ向かった。この際に、ペストで死んだ兵士に代わる増援部隊が送られていたかは不明である。ヒミルコはカルタゴ艦隊をモティアに残していたため、陸路での長い補給線に頼ることとなった。

## ディオニュシオス、シュラクサイの支配者となる

### ディオニュシオス、将軍に選ばれる
カルタゴ軍がアクラガスで冬営を行っている間、シュラクサイに到着したアクラガスからの難民の何人かがシュラクサイの将軍を非難した。集会が開かれ、アクラガスで勇敢に戦ったディオニュシオスが、これらの告発を支持した。彼は会議の規則を破って罰金を科されたが、彼の友人のフィルストスが罰金を支払った。集会ではダフナエウスと何人かの将軍を罷免し、新規に指揮官を選んだ。ディオニュシオスもその一人であった。アクラガス難民は最終的にレオンティノイ（現在のレンティーニ）に落ち着いた。やがて、カルタゴ軍が接近しているため援助を請うとの知らせがゲラから届いた。

### シュラクサイの権力闘争
ディオニュシオスは、ゲラに援軍を送る前に、自身の力を拡大する計画を始めた。彼は政府に対して政治的追放者（元ヘルモクラテスの部下）を呼び戻させ、歩兵2,000と騎兵400と共に、スパルタの将軍デクシップスが司令官を務めるゲラに進軍した。ディオニュシウスはゲラの政治的不和につけ込んで、数人の将軍を非難して死に至らせた。死んだ将軍たちの資産を没収し、彼の兵士達に2倍の給与を与えた。その後、シュラクサイに戻ると市民達は劇を楽しんでいるところであり、ディオニュシオスを出迎えに来た。するとディオニュシオスは同僚の将軍達がカルタゴから賄賂を受け取ったと非難した。シュラクサイ政府はディオニュシオス以外の将軍達を解任し、ディオニュシオスを総司令官に任命した。ディオニュシオスはレオンティノイに進軍し、そこで開催された軍事会議において、レオンティノイは親衛隊として600名の傭兵を与えた。さらに後には親衛隊は1,000名に増強された。続いてデクシップスを追放し、ダフナエウスと他のシュラクサイの将軍を処刑した。ディオニュシオスは独裁的な権力を得て僭主政が復活した（在位：紀元前405年-紀元前367年）。自身の政治的地位を固めた後、ディオニシュオスは単独でカルタゴに対しているゲラの救援に関心を向けた。

### ゲラ放棄される
ディオニュシオスが政治的陰謀に時間を費やしたためゲラへの救援は遅れてしまったが、到着後は直ちに効果的な活動を行った。ゲラ川の河口に野営地を設営し、3週間カルタゴ軍の補給線を遮断した。しかし、兵士が直接的な攻撃を要求したため、カルタゴ軍野営地に対する複雑な三面攻撃を立案した。これは野営地の南方2箇所、および北方から同時に攻撃を行い、カルタゴ軍が南北に分かれた時点で中央に攻撃を実施し、それぞれを包囲殲滅するというものであった。しかし、現実には各部隊の調整が上手くいかず、ギリシア連合軍は敗北した。ギリシア連合軍の損害自体は軽微で、また士気も旺盛であったにもかかわらず、ディオニュシオスはゲラの放棄を決定した。欺瞞のために軽歩兵2,000に野営地で灯火をたかせ続け、軍主力とゲラ市民はカマリナに向かって脱出した。

## カマリナの立地と防御
カマリナはシュラクサイの西112キロメートルに位置し、ヒッパリス川とオアニス川に挟まれていた。都市はヒッパリス川の南岸にあり、周囲は城壁で囲まれており、それぞれの川の河口には港があった。港には大艦隊を収容するような大きさがなく、その場合には、船は海岸にそのまま乗り上げて停泊した。母都市はシュラクサイで紀元前598年に建設が始まった。先住民であるシケル人と協力して反乱を起こしたこともあったが、紀元前552年に鎮圧され、その後シュラクサイ領となった。
ゲラの僭主ヒポクラテスが紀元前492年に占領し、続くゲロンが紀元前484年に住民をシュラクサイに移住させた。紀元前461年に、ゲラによって再建され、レオンティノイとアテナイと同盟を結んでシュラクサイに対抗した。ただし、アテナイのシケリア遠征ではシュラクサイに協力した。カルタゴがシケリアに侵攻すると、紀元前406年にはアクラガス、紀元前405年にはゲラに兵を送っている。
ゲラよりはシュラクサイに近く、したがってギリシア連合軍の補給線はかなり短縮された。また、ディオニュシオスは艦船によって補給を受けるだけでなく、近郊のアクラエ（現在のパラッツォーロ・アクレイデ）とカスメナエ（en、現在のブシェーミ）も補給基地として用いた。ヒッパリス川はカマリナの濠の役目も果たしていた。川の北側の陸地は沼地となっており、カルタゴ軍がそこから攻撃したり、あるいは野営地を設営するのは困難であった（ただし紀元前405年以前に沼地の水が抜かれていなかった場合）。

## 両軍兵力
カルタゴが当初シケリアに派遣した兵力は60,000程度と推定され、120隻の三段櫂船を伴った。アクラガスとゲラでの戦死、およびペストによる病死のため、その兵力は低下していた。それを補う増援軍が送られたかは不明である。したがって、ヒミルコの兵力は30,000 – 40,000程度と推定される。カルタゴ海軍は遠く離れたモティアに停泊していた。
ディオニュシオスは、ゲラの戦いでは歩兵30,000、騎兵1,000、三段櫂船50を有していた。ゲラで敗北したとはいえその損失は軽微であり、ゲラを放棄した後は全軍が無事にカマリナに到着していた。カマリナ自身は紀元前406年には重装歩兵500、軽歩兵600、および騎兵20をアクラガスに派遣しており、カマリナ程度の都市であれば、3,000 - 6,000程度の市民兵を準備できたと思われる。ゲラからの難民も兵士として参加した。

### カルタゴ軍の編成
リビュア人は重装歩兵と軽歩兵を提供したが、最も訓練された兵士であった。重装歩兵は密集隊形で戦い、長槍と円形盾を持ち、兜とリネン製の胸甲を着用していた。リビュア軽歩兵の武器は投槍で、小さな盾を持っていた。イベリア軽歩兵も同様である。イベリア兵は紫で縁取られた白のチュニックを着て、皮製の兜をかぶっていた。イベリア重装歩兵は、密集したファランクスで戦い、重い投槍と大きな盾、短剣を装備していた。シケル人、サルディニア人、ガリア人は自身の伝統的な装備で戦ったが、カルタゴが装備を提供することもあった。シケル人等シケリアで加わった兵はギリシア式の重装歩兵であった。
リビュア人、カルタゴ市民、リビュア・カルタゴ人（北アフリカ殖民都市のカルタゴ人）は、良く訓練された騎兵も提供した。これら騎兵は槍と円形の盾を装備していた。ヌミディアは優秀な軽騎兵を提供した。ヌミディア軽騎兵は軽量の投槍を数本持ち、また手綱も鞍も用いず自由に馬を操ることができた。イベリア人とガリア人もまた騎兵を提供したが、主な戦術は突撃であった。カルタゴ軍は戦象は用いなかった。ただ突撃兵力としてリビュアが4頭建ての戦車を提供したが、カマリナで使われたとの記録はない。カルタゴ人の士官が全体の指揮を執ったが、各部隊の指揮官はそれぞれの部族長が務めたと思われる。

### シケリア・ギリシア軍の編成
シケリアのギリシア軍の主力は、本土と同様に重装歩兵で、市民兵が中心であったが、ディオニュシオスはイタリアおよびギリシア本土から多くの傭兵を雇用した。シケル人やシカニ人も重装歩兵として参加したほか、軽装歩兵（ペルタスト）も提供した。カンパニア傭兵はサムニウム兵もしくはエトルリア兵と同じような武装をしていた。ギリシア軍の標準的な戦法はファランクスであった。騎兵は裕福な市民、あるいは傭兵を雇用した。

## カマリナ放棄
ディオニュシオスは、ゲラでの敗北の後に都市の放棄を命令したが、おそらくは数に勝るカルタゴ軍との直接衝突を避けたかったためと思われる。ギリシア兵は、それまで行ってきたカルタゴ軍に対する嫌がらせ攻撃と補給の遮断を継続することを拒否しており、また彼の政治的地位は確保されていたものの万全でなく、冬の間シュラクサイから遠いゲラに篭城した場合、反対勢力がディオニュシオスを解任する可能性があった。カマリナの放棄を命じたのも同様の理由と思われる。ディオニュシオスは軍がカマリナに到着すると、直ちに病人および残留希望者を除いた市民全員に、持てるものだけ持って移動するように命じ、軍と市民はシュラクサイに向かった。

### ディオニュシオスは優れた戦略家か臆病者か
戦闘を行わずに2つの都市を放棄したことは、たとえそれが正しい軍事的推論に基づき、また政治的に正しい判断であったとしても、野心的な戦争指導者であるディオニュシオスの評判には有害であった。カルタゴ軍自体ではなく、その恐怖に追われ、ゲラとカマリアの難民達はシュラクサイを目指した。その途中での女性、老人、子供達の苦しみは、彼らを護衛する兵士の士気に影響を与え、ディオニュシオスの動機に関する噂が広がり始めた。すなわち、ディオニシュウスはカルタゴと結託しているのではないかと疑われた。何故ならば、
- ディオニュシオスは容易に防衛できる2つの都市を、軍事的に切実な理由無く放棄した。陸軍はほぼ無傷であり戦う準備ができていた。海軍は制海権を確保しており、ゲラにもカマリナにも補給不足は生じていなかった。
- カルタゴ軍の攻撃を受けてからのディオニュシオスのゲラ到着は遅かった。彼にもっとも忠実な傭兵部隊は戦闘に参加せず、野営地攻撃を行った他の部隊が損害を受けたのに対して全く損害を受けていない。
- カルタゴ軍は、本来そうすべきであったにもかかわらず、難民の列を追わなかった。このためギリシア側は撤退に成功したが、これはディオニュシオスがカルタゴと取引をしたためかもしれない。

ディオニュシオスがカルタゴと秘密協定を結んだと確信した人々は、カルタゴの恐怖と傭兵を手先として使っていることを理由として、シュラクサイの政治をディオニュシオスから取り戻そうとした。より多くの市民の間にこの噂が広がると、多くの人々は必要であればいかなる手段を用いても、ディオニュシオスを排除すべきと考えるようになった。

### ギリシア軍分裂
イタリア半島のギリシア都市から来た兵士が最初の行動を起こした。彼らはゲラで最も損害を受けており、連合軍から離脱してメッセネ（現在のメッシーナ）に向かった。その多くが貴族や寡頭政治の有力者で構成されていたシュラクサイ騎兵は、ディオニュシオスの暗殺を企てたが、ディオニュシオスは彼の親衛傭兵隊で守られており、機会を見つけることができなかった。彼らも軍を離れ、シュラクサイへ急ぎ、疑いをもたれること無しに入城した。そこでディオニュシオスの家を略奪し、彼の妻を虐待し、ギリシア連合軍が敗北しディオニュシオスが逃走したという噂を広めた。彼らはシュラクサイを確保した後、全ての部外者に対して城門を閉じた。

## ディオニュシオスのジレンマ
ディオニュシオスは困難な立場に陥った。政治的拠点であり安全な避難所であった東のシュラクサイは反乱軍に占拠され、西からはカルタゴ軍が迫っていた。もしカルタゴ軍が攻撃をしかけてきたら、数に劣るギリシア連合軍は敗北したであろう。しかし、ディオニュシオスは迅速に行動し、不活発なカルタゴ軍の動きと反乱軍の無能力と相まって、この危機を脱した。ディオニュシウスは親衛傭兵隊から騎兵100と歩兵600を選び、難民の列を離れてシュラクサイへ向かった。彼は真夜中にシュラクサイに到着した。城門が閉じられており入城できないとわかると、葦の穂に火をつけて城門を焼き街に入った。反乱側は城門の警備を怠っており、ディオニュシオスとの戦闘に備えて市民を組織することもしていなかった。反乱軍の内少数だけがアゴラでディオニュシオス軍と対峙し、虐殺された。反乱軍の幾らかは捕らえられ、処刑または追放された。他方、反乱軍の多くは脱出しアエトナ（エトナ山の近く）に集結した。難民は翌日にシュラクサイに到着した。さらにゲラとカマリナの難民はレオンティノイに向かい、そこでアクラガスの難民と合流した。これら難民はもはやディオニュシオスを支持せず、また彼の支配下にもなかった。

### カルタゴとの交渉
ディオニュシオスはシュラクサイを確保したが、危険が去ったわけではなかった。近隣のシケル人は中立を維持していたが、レオンティノイのギリシア人たちは敵対的であり、カルタゴ軍はシュラクサイに接近していた。ヒミルコがシケル人を説得し、レオンティノイのギリシア人がシュラクサイに反旗を翻せば、ディオニュシオスはシュラクサイにおいても混乱に直面した可能性がある。しかしカルタゴ軍は急がず、ゆっくりとしたペースでシュラクサイに近づき、湿地の近くで野営しただけで何もしなかった。ディオニュシオスはカルタゴ軍と戦うために最高司令官に選ばれたのだが、そのカルタゴ軍が戦う意思を見せなかったため、政治的に困難な立場となった。しばらくしてヒミルコは和平を強要する使者を送り、ディオニュシオスはこれを受け入れた。

## 紀元前405年の平和
カルタゴ軍はシュラクサイへの攻撃は行わず、紀元前405年に両者の間で平和条約が締結された。条約が締結された理由は、以下のように推測されている。
- ディオニュシオスは（噂ではなく）実際にヒミルコと連絡を取り合っており、ヒミルコの権威を認め、カルタゴに有利な平和条約を締結した[27] 。その後のディオニュシオスの経歴からみて、これは極めて可能性が高いと思われる。
- カルタゴ軍には再びペストが蔓延していた。この作戦行動中、カルタゴ軍は兵力の約半数をペストで失った[28]。この弱体化した兵力でシュラクサイと戦うより、カルタゴに有利な条件で平和条約を結ぶことを選んだ。
- 有利な結果が得られるまで戦いを継続した後の共和政ローマ[29]とは異なり、カルタゴはその商業活動が損なわれない限り、交渉を行いその条約を遵守する意思を持っていた。実際、第一次ヒメラの戦い以降70年間、カルタゴは条約を遵守してシケリアに介入しなかった。（逆に第三次ポエニ戦争の原因は、ローマがカルタゴの商業活動を阻害するような要求をカルタゴに突きつけたことである）

条約の内容は以下のようなものであった。
- カルタゴはシケリアのフェニキア人都市（モティア、パノルムス等）に対する完全な支配権を有する。エリミ人とシカニ人の都市はカルタゴの「勢力範囲」とする。
- ギリシア人は、セリヌス、アクラガス、カマリナ、ゲラに戻ることが許される。新しく建設されたテルマエ（現在のテルミニ・イメレーゼ）を含み、これらの諸都市はカルタゴに税を支払う。ゲラとカマリナの城壁の再建は許されない。
- シケル人都市、メッセネ（現在のメッシーナ）およびレオンティノイに対しては、カルタゴおよびシュラクサイ双方から影響を及ぼさない。
- ディオニュシオスがシュラクサイの支配者であることをカルタゴは承認する。
- 両軍ともに捕虜を解放し鹵獲した船舶を返却する。

## その後
カルタゴ軍が決戦を挑んできた場合、ディオニュシオスがカマリナを防衛できたかどうかは疑問であるが、紀元前405年の和平は実現しなかったかもしれない。シケリアのギリシア人は全般にディオニュシオスを信頼しておらず、この後に起こった戦争でも、しばしばディオニュシオスを見捨てている。
一方、ヒミルコはシケリアにおけるカルタゴの支配を最大にすることに成功した。ギリシア側はアクラガス、カマリナ、ゲラを再建することが認められたが、これらの都市はシュラクサイの脅威のために昔日の繁栄は取り戻せなかった。ゲラとカマリナはほとんど復興せず、アクラガスはかなりの復興をみせたものの、シケリアで最も富裕な都市という地位は取り戻せなかった。ディオニュシオスとヒミルコが「八百長」を行ったかどうかという疑問――カルタゴはディオニュシオスの権力を認める代わりに、その潜在的なライバルとなるギリシア人殖民都市を略奪した――は、カルタゴ側の記録が失われてしまっているため、推測に留まる。カルタゴ軍の帰国と共に、ペストもアフリカに渡り、そのためにカルタゴの勢力はある程度弱体化した。新たに獲得した領土に対するカルタゴの支配は厳しく、やがて反乱が発生する。
シケリアの平和は、ディオニュシオスが紀元前404年にシケル人に対して戦争を開始したことで破られた。カルタゴはこれに対して何もせず、ディオニュシオスはシケリアでの彼の権力と領土を拡大していった。紀元前398年にはカルタゴ領であるモティアに攻撃をしかけ、カルタゴとの戦争が再開した。皮肉なことに、ディオニュシオスがシュラクサイで反乱軍に包囲されたとき、カルタゴはカンパニア傭兵を送ることによって彼を支援していた。その後の37年間、カルタゴはディオニュシオスの偽りの約束に何度も犠牲となることとなる。

## 参考資料
- Baker, G. P. (1999). Hannibal. Cooper Square Press. ISBN 0-8154-1005-0
- Freeman, Edward A. (1892). Sicily Phoenician, Greek & Roman, Third Edition. T. Fisher Unwin
- Warry, John (1993). Warfare in The Classical World. Salamander Books Ltd.. ISBN 1-56619-463-6
- Lancel, Serge (1997). Carthage A History. Blackwell Publishers. ISBN 1-57718-103-4
- Bath, Tony (1992). Hannibal’s Campaigns. Barns & Noble. ISBN 0-88029-817-0
- Kern, Paul B. (1999). Ancient Siege Warfare. Indiana University Publishers. ISBN 0-253-33546-9
- Church, Alfred J. (1886). Carthage, 4th Edition. T. Fisher Unwin
- Freeman, Edward A. (1894). History of Sicily Vol. III. Oxford Press
- Caven, Brian (1990). Dionysius I: War-Lord of Sicily. Yale University Press. ISBN 0-300-04507-7

- Diodorus Siculus translated by G. Booth (1814) Complete book (scanned by Google)
- この記事には現在パブリックドメインである次の出版物からのテキストが含まれている: Smith, William, ed. (1870). Dictionary of Greek and Roman Biography and Mythology (英語). {{cite encyclopedia}}: |title=は必須です。 (説明)

座標: 北緯36度52分20秒 東経14度26分52秒 / 北緯36.8721度 東経14.4477度